# Pavel Nikolajevič Čoglokov
Pavel Nikolajevič Čoglokov (rusko Павел Николаевич Чоглоков), ruski general, * 1772, † 1832.
Bil je eden izmed pomembnejših generalov, ki so se borili med Napoleonovo invazijo na Rusijo; posledično je bil njegov portret dodan v Vojaško galerijo Zimskega dvorca.

## Življenje
8. junija 1790 je kot poročnik vstopil v Pskovski mušketirski polk; slednji je bil med 5. julijem 1762 in 29. novembrom 1796 preoblikovan v pehotni polk. Leta 1790 se je boril proti Švedom, čez štiri leta proti Poljakom. 
7. novembra 1800 je bil povišan v generalporočnika in 12. oktobra 1803 je postal poveljnik Keksgolmskega mušketirskega polka. Sodeloval je v bojih proti Francozom v letih 1805 in 1807 kot poveljnik Pernovskega mušketirskega polka in se odlikoval v vojni proti Švedom (1808-09); posledično je bil 24. junija 1808 povišan v generalmajorja.
Sprva je bil med veliko patriotsko vojno poveljnik polka, nato pa 1. brigade 11. pehotne divizije, nakar pa celotne divizije. Za zasluge med vojno je bil 8. oktobra 1813 povišan v generalporočnika. 
Po vojni je bil poveljnik 1. grenadirske divizije. 
23. septembra 1818 je bil upokojen iz vojaške službe zaradi bolezni.